# كسوف الشمس 5 يناير 2057
سيحدث كسوف كلي للشمس في 5 يناير 2057. يحدث كسوف الشمس عندما يمر القمر بين الأرض والشمس ، وبالتالي يحجب صورة الشمس كليًا أو جزئيًا عن مشاهد على الأرض. يحدث الكسوف الكلي للشمس عندما يكون القطر الظاهري للقمر أكبر من قطر الشمس ، مما يحجب كل ضوء الشمس المباشر ، ويحول النهار إلى ظلام. تحدث الكلية في مسار ضيق عبر سطح الأرض ، مع كسوف جزئي للشمس مرئي فوق المنطقة المحيطة بعرض آلاف الكيلومترات.

## الخسوفات ذات الصلة

### كسوف الشمس 2054-2058
هذا الكسوف هو جزء من سلسلة كسوف الشمس 2054-2058. يتكرر الكسوف في كل 177 يومًا تقريبًا و 4 ساعات في العقد المتناوبة من مدار القمر.
| مجموعات سلسلة كسوف الشمس من 2054-58 | مجموعات سلسلة كسوف الشمس من 2054-58 | مجموعات سلسلة كسوف الشمس من 2054-58 | مجموعات سلسلة كسوف الشمس من 2054-58 | مجموعات سلسلة كسوف الشمس من 2054-58 |
| ----------------------------------- | ----------------------------------- | ----------------------------------- | ----------------------------------- | ----------------------------------- |
| عقدة تصاعدية                        | عقدة تصاعدية                        |                                     | عقدة تنازلية                        | عقدة تنازلية                        |
| ساروس                               | الخريطة                             | ساروس                               | الخريطة                             |                                     |
| 117                                 | أغسطس 3, 2054 جزئي                  | 122                                 | يناير 27, 2055 جزئي                 |                                     |
| 127                                 | يوليو 24, 2055 كلي                  | 132                                 | يناير 16, 2056 حلقي                 |                                     |
| 137                                 | يوليو 12, 2056 حلقي                 | 142                                 | يناير 5, 2057 كلي                   |                                     |
| 147                                 | يوليو 1, 2057 حلقي                  | 152                                 | ديسمبر 26, 2057 كلي                 |                                     |
| 157                                 | يونيو 21, 2058 [الإنجليزية] جزئي    |                                     |                                     |                                     |

### ساروس 142
وهي جزء من دورة ساروس 142 ، تتكرر كل 18 سنة ، 11 يوماً ، وتحتوي على 72 حدثاً.
- بدأت السلسلة بكسوف جزئي للشمس في 17 أبريل 1624.
- وهي تحتوي على كسوف هجين واحد في 14 يوليو 1768 ،
- وخسوفًا كليًا من 25 يوليو 1786 حتى 29 أكتوبر 2543.
- تنتهي السلسلة في العضو 72 ككسوف جزئي في يونيو 5 ، 2904.

وستكون أطول مدة للقطر الكلي هي 6 دقائق و 34 ثانية في 28 مايو 2291. كل الكسوف في هذه السلسلة يحدث عند العقدة الهابطة للقمر.
| تحدث أعضاء السلسلة 17-41 بين عامي 1901 و 2359 | تحدث أعضاء السلسلة 17-41 بين عامي 1901 و 2359 | تحدث أعضاء السلسلة 17-41 بين عامي 1901 و 2359 |
| 17                                            | 18                                            | 19                                            |
| --------------------------------------------- | --------------------------------------------- | --------------------------------------------- |
| أكتوبر 10, 1912 [الإنجليزية]                  | أكتوبر 21, 1930 [الإنجليزية]                  | نوفمبر 1, 1948 [الإنجليزية]                   |
| 20                                            | 21                                            | 22                                            |
| نوفمبر 12, 1966 [الإنجليزية]                  | نوفمبر 22, 1984 [الإنجليزية]                  | ديسمبر 4, 2002                                |
| 23                                            | 24                                            | 25                                            |
| ديسمبر 14, 2020 [الإنجليزية]                  | ديسمبر 26, 2038                               | يناير 5, 2057                                 |
| 26                                            | 27                                            | 28                                            |
| يناير 16, 2075 [الإنجليزية]                   | يناير 27, 2093 [الإنجليزية]                   | فبراير 8, 2111                                |
| 29                                            | 30                                            | 31                                            |
| فبراير 18, 2129                               | مارس 2, 2147                                  | مارس 12, 2165                                 |
| 32                                            | 33                                            | 34                                            |
| مارس 23, 2183                                 | أبريل 4, 2201                                 | أبريل 15, 2219                                |
| 35                                            | 36                                            | 37                                            |
| أبريل 25, 2237                                | مايو 7, 2255                                  | مايو 17, 2273                                 |
| 38                                            | 39                                            | 40                                            |
| مايو 28, 2291                                 | يونيو 9, 2309                                 | يونيو 20, 2327                                |
| 41                                            |                                               |                                               |
| يونيو 30, 2345                                |                                               |                                               |

### سلسلة تريتوس
هذا الكسوف هو جزء من دورة تريتوس ، يتكرر عند العقد المتناوبة كل 135 شهرًا متزامنًا (≈ 3986.63 يومًا ، أو 11 عامًا ناقص شهر واحد).
مظهرها وخط طولها غير منتظمين بسبب نقص التزامن مع الشهر غير الطبيعي (فترة الحضيض) ، لكن التجمعات المكونة من 3 دورات تريتوس (33 عامًا ناقص 3 أشهر) تقترب (≈ 434.044 شهرًا غير طبيعي) ، لذا فإن الكسوف متشابه في هذه التجمعات.
| أعضاء السلسلة بين 1801 و 2100               | أعضاء السلسلة بين 1801 و 2100            | أعضاء السلسلة بين 1801 و 2100            | أعضاء السلسلة بين 1801 و 2100 |
| ------------------------------------------- | ---------------------------------------- | ---------------------------------------- | ----------------------------- |
| ديسمبر 21, 1805 (ساروس 119)                 | نوفمبر 19, 1816 (ساروس 120)              | أكتوبر 20, 1827 (ساروس 121)              |                               |
| September 18, 1838 (ساروس 122)              | أغسطس 18, 1849 (ساروس 123)               | يوليو 18, 1860 (ساروس 124)               |                               |
| يونيو 18, 1871 (ساروس 125)                  | مايو 17, 1882 (ساروس 126)                | أبريل 16, 1893 (ساروس 127)               |                               |
| مارس 17, 1904 [الإنجليزية] (ساروس 128)      | فبراير 14, 1915 [الإنجليزية] (ساروس 129) | يناير 14, 1926 [الإنجليزية] (ساروس 130)  |                               |
| ديسمبر 13, 1936 [الإنجليزية] (ساروس 131)    | نوفمبر 12, 1947 [الإنجليزية] (ساروس 132) | أكتوبر 12, 1958 [الإنجليزية] (ساروس 133) |                               |
| September 11, 1969 [الإنجليزية] (ساروس 134) | أغسطس 10, 1980 [الإنجليزية] (ساروس 135)  | يوليو 11, 1991 [الإنجليزية] (ساروس 136)  |                               |
| يونيو 10, 2002 (ساروس 137)                  | مايو 10, 2013 (ساروس 138)                | أبريل 8, 2024 (ساروس 139)                |                               |
| مارس 9, 2035 (ساروس 140)                    | فبراير 5, 2046 (ساروس 141)               | يناير 5, 2057 (ساروس 142)                |                               |
| ديسمبر 6, 2067 [الإنجليزية] (ساروس 143)     | نوفمبر 4, 2078 [الإنجليزية] (ساروس 144)  | أكتوبر 4, 2089 [الإنجليزية] (ساروس 145)  |                               |
| كسوف الشمس 4 سبتمبر 2100 (ساروس 146)        |                                          |                                          |                               |

في القرن الثاني والعشرين:
- ساروس147: كسوف حلقي للشمس في 4 أغسطس 2111
- ساروس 148: الكسوف الكلي للشمس في 4 يوليو 2122
- ساروس 149: كسوف الشمس الكلي في 3 يونيو 2133
- ساروس 150: كسوف حلقي للشمس في 3 مايو 2144
- ساروس 151: كسوف حلقي للشمس في 2 أبريل 2155
- ساروس 152: الكسوف الكلي للشمس في 2 مارس 2166
- ساروس 153: كسوف حلقي للشمس في 29 يناير 2177
- ساروس 154: كسوف حلقي للشمس في 29 ديسمبر 2187
- ساروس 155: الكسوف الكلي للشمس في 28 نوفمبر 2198

في القرن الثالث والعشرين:
- ساروس 156: كسوف حلقي للشمس في 29 أكتوبر 2209
- ساروس 157: كسوف حلقي للشمس في 27 سبتمبر 2220
- ساروس 158: الكسوف الكلي للشمس في 28 أغسطس ، 2231
- ساروس 159: كسوف جزئي للشمس في 28 يوليو 2242
- ساروس 160: كسوف جزئي للشمس في 26 يونيو 2253
- الساروس 161: كسوف جزئي للشمس في 26 مايو 2264
- ساروس 162: كسوف جزئي للشمس في 26 أبريل 2275
- ساروس 163: كسوف جزئي للشمس في 25 مارس 2286
- ساروس 164: كسوف جزئي للشمس في 22 فبراير 2297

### سلسلة ميتونيك
تتكرر السلسلة ميتونيك كل 19 عامًا (6939.69 يومًا) ، وتستمر حوالي 5 دورات. يحدث الكسوف في نفس تاريخ التقويم تقريبًا. بالإضافة إلى ذلك ، تتكرر سلسلة أكتون الفرعية 1/5 من ذلك أو كل 3.8 سنوات (1387.94 يومًا). تحدث جميع الكسوفات في هذا الجدول عند العقدة الصاعدة للقمر.
| 21 eclipse events between يونيو 1, 2011 and يونيو 1, 2087 | 21 eclipse events between يونيو 1, 2011 and يونيو 1, 2087 | 21 eclipse events between يونيو 1, 2011 and يونيو 1, 2087 | 21 eclipse events between يونيو 1, 2011 and يونيو 1, 2087 | 21 eclipse events between يونيو 1, 2011 and يونيو 1, 2087 |
| مايو 31 – يونيو 1                                         | مارس 19–20                                                | يناير 5–6                                                 | أكتوبر 24–25                                              | أغسطس 12–13                                               |
| 118                                                       | 120                                                       | 122                                                       | 124                                                       | 126                                                       |
| --------------------------------------------------------- | --------------------------------------------------------- | --------------------------------------------------------- | --------------------------------------------------------- | --------------------------------------------------------- |
| يونيو 1, 2011                                             | مارس 20, 2015                                             | يناير 6, 2019 [الإنجليزية]                                | أكتوبر 25, 2022                                           | أغسطس 12, 2026                                            |
| 128                                                       | 130                                                       | 132                                                       | 134                                                       | 136                                                       |
| يونيو 1, 2030                                             | مارس 20, 2034                                             | يناير 5, 2038                                             | أكتوبر 25, 2041                                           | أغسطس 12, 2045                                            |
| 138                                                       | 140                                                       | 142                                                       | 144                                                       | 146                                                       |
| مايو 31, 2049                                             | مارس 20, 2053                                             | يناير 5, 2057                                             | أكتوبر 24, 2060 [الإنجليزية]                              | أغسطس 12, 2064                                            |
| 148                                                       | 150                                                       | 152                                                       | 154                                                       | 156                                                       |
| مايو 31, 2068 [الإنجليزية]                                | مارس 19, 2072 [الإنجليزية]                                | يناير 6, 2076 [الإنجليزية]                                | أكتوبر 24, 2079 [الإنجليزية]                              | أغسطس 13, 2083 [الإنجليزية]                               |
| 158                                                       | 160                                                       | 162                                                       | 164                                                       | 166                                                       |
| يونيو 1, 2087 [الإنجليزية]                                |                                                           |                                                           | أكتوبر 24, 2098 [الإنجليزية]                              |                                                           |

## روابط خارجية
- www.solar-eclipse.de - متوسط التغطية السحابية والمدن على طول مسار الكسوف
- رسومات ناسا